# Ван-дер-Гюхт, Вильгельм Иванович
Вильгельм Иванович Ван-дер-Гюхт или Вандергюхт (нем. Wilhelm Van der Gucht; 1876—1943) — военный инженер, архитектор Санкт-Петербурга. Выпускник Высшего художественного училища при Императорской Академии художеств (1904). В период 1905—1915 годов построил ряд зданий в стиле поздней эклектики и модерна.

## Биография
Родился 18 февраля (3 марта) 1876 года в Одессе, в семье главного механика Одесского механического завода, бывшего почётным гражданином города. По окончании реального училища поступил на архитектурный отдел школы одесского Общества изящных искусств, и уже с 1896 года занимался практическими работами, проводя топографические съёмки и решая фортификационные задачи. Отслужив в 1896—1897 годах в армии, с 1898 года работал десятником на строительстве гражданских зданий, и в этом же году поступил на архитектурный факультет Высшего художественного училища при Императорской Академии художеств. Не изменяя себе, с 1901 года он снова стал совмещать учёбу с практической деятельностью, работая техническим руководителем и помощником архитектора.
В 1904 году с окончанием Высшего художественного училища получил звание архитектора, и в том же году стал членом Петербургского общества архитекторов.
Период самостоятельной архитектурной практики В. И. Ван-дер-Гюхта оказался небольшим — всего 10 лет с 1905 по 1915 годы. Но за это время он построил в Петербурге целый ряд жилых, общественных и промышленных зданий. Построенные им доходные дома в формах поздней эклектика и модерна до сих пор украшают город и служат важными градостроительными акцентами.
В 1915—1917 годах архитектор снова был призван в армию. Там ему пришлось заниматься организацией гидротехнических работ (сначала в Псковской области, в должности старшего производителя работ в гидротехнической организации отдела земельных улучшений армий Северного фронта, а затем — будучи начальником гидротехнических работ корпусного отряда на побережье Финского залива).
В последующие годы В. И. Ван-дер-Гюхт работает архитектором различных организаций и ведомств: Центрального Информационного бюро, Голодаевской писчебумажной фабрики (1919—1920) и Общества взаимного кредита (1922—1929). Затем, в 1929—1930-х годах, ему довелось работать главным техническим руководителем Общества гражданского кооперативного товарищества «Домостроительство» по восстановлению жилых домов на 9-й линии В. О., 76 и других.
В дальнейшем он работал на инженерных должностях в строительных отделах различных предприятий Ленинграда: на фабрике имени Веры Слуцкой, на заводах Кировском и «Пролетарская Победа». Последним местом работы В. И. Ван-дер-Гюхта стал Завод металлоизделий на 16-й линии Васильевского острова, где он трудился и во время блокады.
Уволился с завода в конце 1942 года и умер от дистрофии 3 декабря 1943 года. Похоронен на Серафимовском кладбище.

## Работы

### Доходные дома
- Улица Куйбышева 38-40/Улица Чапаева, 1 — 1905—1906 год.
- Потёмкинская улица, 3/Захарьевская улица, 41. — доходный дом К. А. Шрейбера. 1906-1907 год
- 7-я Советская улица, 4. 1906 год.
- Кирочная улица, 6 — доходный дом И. М. Екимова 1908—1909 год
- Большой проспект Петроградской стороны, 5/Зверинская улица, 2 — доходный дом В. Г. Чубакова. 1910 год
- Большой проспект Петроградской стороны, 96/Каменноостровский проспект, 38 — доходный дом В. Г. и О. М. Чубаковых. 1910—1911 год. Угловой дом с башней — одна из составляющих ансамбля Площади Льва Толстого. Купол башни утрачен при пожаре в 2001 году, восстановлен одновременно с реставрацией фасада в 2010 году.
- 8-я линия, 31, доходный дом М. А. Долгополова 1910—1911 год.
- Лиговский проспект, 65. 1912—1913 год.
- Улица Восстания, 44. 1913 год.
- 8-я линия, 75. 1914 год.

### Общественные здания
- Невский проспект, 12 — здание коммерческого банка «И. В. Юнкер и К'». 1910-1911 год[3][4].
- 2-й Муринский проспект, 12, корпус 3 1913 год[5] (по другим данным 1911-1912 год[6] по другим данным[7]). Здание больницы В. Б. Перовской для бедных (была известна в народе как Ольгин приют). В соавторстве с Г. Е. Гинцем. Больница была построена на собственные средства В. В. Перовской.